# Grujugan Kidul
Grujugan Kidul is een bestuurslaag in het regentschap Bondowoso van de provincie Oost-Java, Indonesië. Grujugan Kidul telt 4960 inwoners (volkstelling 2010).